# Bazoges-en-Pareds

Bazoges-en-Pareds este o comună în departamentul Vendée, Franța. În 2009 avea o populație de 1,166 de locuitori.